# Moussé Gueye
Moussé Gueye (Dakar, 11 novembre 1996) è un pallavolista senegalese naturalizzato francese, centrale della You Energy.

## Biografia
Nato a Dakar, in Senegal, raggiunge la Francia, precisamente Calais, all'età di 13 anni.

## Carriera

### Club
La carriera di Moussé Gueye inizia nella stagione 2014-15 nel LISSP Calais, in Élite, mentre nell'annata 2015-16 si accasa al Mende, in Nationale 2, con cui ottiene la promozione in Élite, categoria che disputa con lo stesso club a partire dalla stagione successiva. Per il campionato 2018-19 è in Ligue B con il Saint-Quentin: conclude poi la stagione allo Cambrai, nella stessa divisione.
Nella stagione 2019-20 esordisce in Ligue A grazie all'ingaggio da parte del Narbonne: resta nella massima serie francese anche per l'annata 2021-22 con lo Chaumont, aggiudicandosi la Supercoppa francese e la Coppa di Francia, e per quella 2022-23 con il Nantes.
Per il campionato 2023-24 si trasferisce al Barkom-Kažany, formazione ucraina impegnata come ospite nella massima divisione polacca, per poi, nella stagione 2024-25, vestire la maglia della You Energy, nella Superlega italiana.

### Nazionale
Esordisce nella nazionale francese nel 2021, anno in cui si aggiudica il bronzo alla Volleyball Nations League.

## Palmarès

### Club
- Coppa di Francia: 1

2021-22
- Supercoppa francese: 1

2021